# Gombau d'Entença

Escut d'armes de la casa d'Entença

Gombau d'Entença o Gombal d'Entença (s. XII) fou fill de Berenguer I d'Entença primer senyor de la baronia d'Entença. Gombau fou testimoni i signatari de l'atorgament dels Capítols matrimonials de Barbastre (1137) (apareix amb el nom llatinitzat de Gomballum de Entenza) del comte de Barcelona Ramon Berenguer IV i la reina Peronella d'Aragó, al moment de la unió catalanoaragonesa. Juntament amb Gombau signà un altre personatge obscur, Pere Mir d'Entença, anteriorment testimoni del testament d'Alfons el Bataller (1131) i de la confirmació, per part de Ramir II d'Aragó, de l'annexió de Barbastre a l'església de Roda d'Isàvena el 1135.
No es tenen dades del seu casament però fou pare d'un fill: Berenguer II d'Entença.